# Gasteracantha dalyi
Espèce
Gasteracantha dalyi est une espèce d'araignées aranéomorphes de la famille des Araneidae.

## Distribution
Cette espèce se rencontre en Inde et au Pakistan.

## Habitat
Gasteracantha dalyi occupe les grands arbustes de la forêt humide.
Elle est présente dans des forêts composées d'arbres à feuilles caduques ou persistantes mais également dans des plantations.

## Description
Les mâles mesurent de 5 à 7 mm et les femelles de 9 à 11 mm.

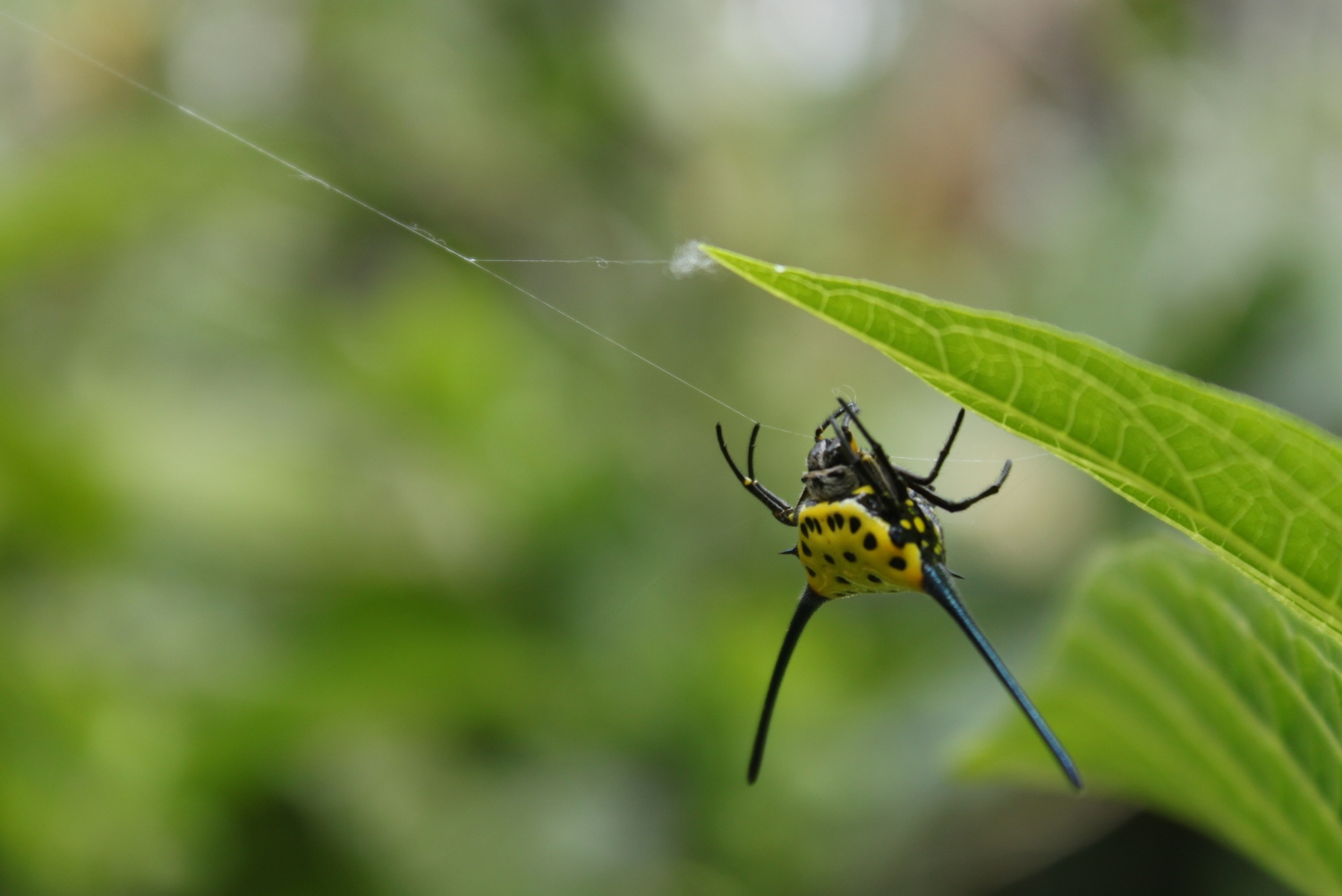
Gasteracantha dalyi suspendue

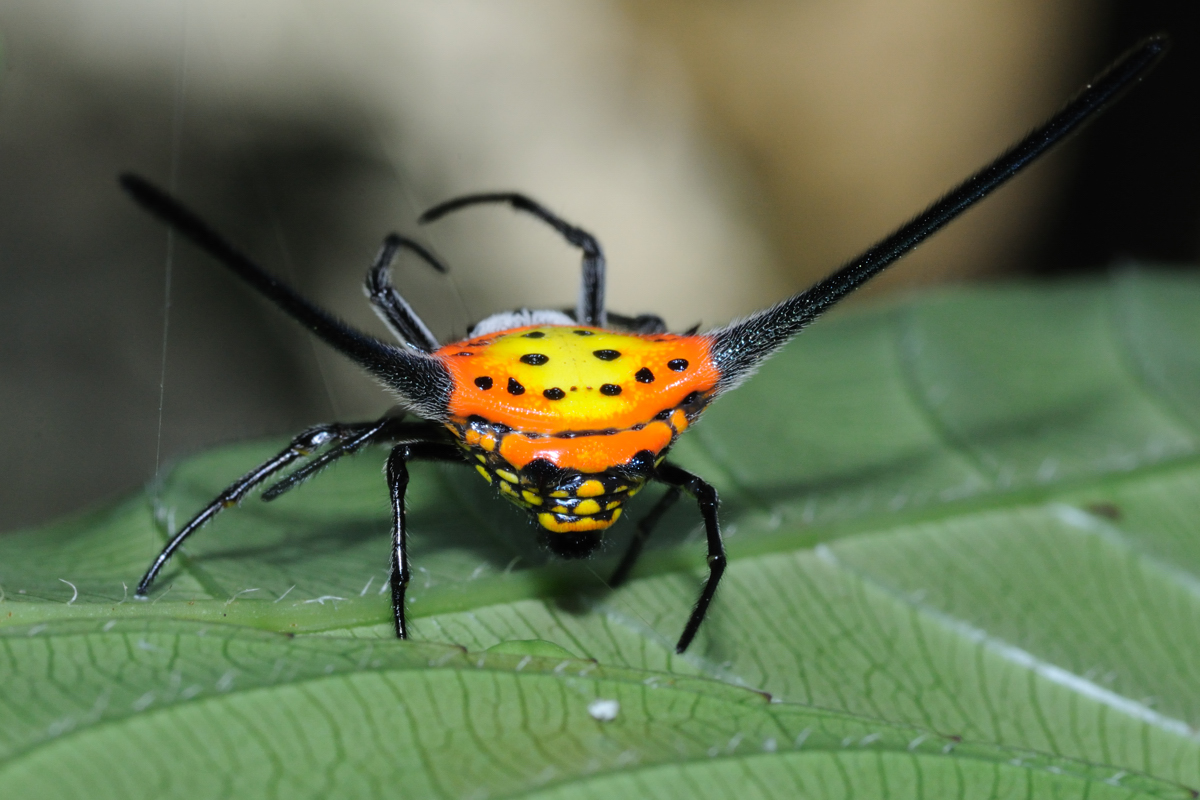
Gasteracantha dalyi vue de dos (Karnataka, Inde)

Le céphalothorax est brun foncé, légèrement plus long que large, émoussé vers l'avant et recouvert de poils blancs. La région céphalique est plus élevée, pourvue d'une rainure médiane distincte. Le quadrangle oculaire est plus large que long et plus large en arrière qu'en avant, les yeux médian sont plus petits. Le sternum, en forme de cœur avec la pointe en arrière, est brun foncé recouvert de poils avec des taches blanchâtres latérales. Le labium est plus long que large, brun foncé avec une marge distale plus claire. Les maxillaires sont brun foncé avec un bord externe plus pâle et des scopules séparés. Les chélicères sont forts et robustes, de couleur brun foncé. Les pattes sont d'un brun profond, courtes et fortes, revêtues de poils,
Le dos de l'abdomen est légèrement concave et forme un arc entre la paire médiane d'épines. Les deux épines antérieures et les deux postérieures sont presque identiques en taille et assez petites. Les deux épines médianes sont plus longues et légèrement inférieure en taille à deux fois la largeur de l'abdomen et progressivement pointé vers l'extrémité distale,. Le dos de l'abdomen est jaunâtre sans marges brunes visibles, avec quelques paires de gros points enfoncé (sigilla) remarquables. Ces gros points sont disposés de manière symétrique, dix (2 fois 5) sur le bord avant du dos de l'abdomen, quatre (formant un carré) au centre, et six (2 fois 3) sur le bord arrière. Deux points, bien plus petits, complètent la partie centrale de la ligne des points du bord arrière. Les épigynes sont munies d'un scape courbé vers l'avant,.

## Systématique et taxinomie
Cette espèce a été décrite par Reginald Innes Pocock en 1900 sur la base d'un spécimen provenant de Yercaud au Tamil Nadu en Inde.

## Étymologie
Cette espèce est nommée en l'honneur de William Mahon Daly.

## Publication originale
- Pocock, 1900 : The fauna of British India, including Ceylon and Burma. Arachnida. London, p. 1-279 (texte intégral) (p. 232).